# Immeuble au 40, La Canebière à Marseille
L'immeuble situé au no 40 de la Canebière à Marseille est un immeuble dont les façades sont inscrites au titre des monuments historiques. Il est situé dans le 1er arrondissement de Marseille, en France.

## Localisation
L'immeuble est situé dans le 1er arrondissement de Marseille, sur la Canebière et le cours Saint-Louis. 

## Histoire
Les façades font l'objet d'une inscription au titre des monuments historiques depuis le 6 décembre 1949.